# Bart van Schaik
Bart van Schaik (Urk, 9 juli 1999) is een Nederlands basketballer. van Schaik speelt sinds 2022 bij Yoast United in de BNXT League.

## Carrière
Van Schaik begon zijn basketbalcarrière bij basketbalvereniging Orca's in zijn thuisplaats Urk. Hij vertrok al op vroege leeftijd naar Basketbal Academy Zwolle waar hij verschillende teams vertegenwoordigde. In 2017 maakte hij zijn officiële debuut in de hoofdmacht van Landstede Basketbal. Van Schaik vertegenwoordigde tevens alle jeugdteams van de NBB. In 2022 vetrok van Schaik bij Landstede Basketbal en tekende hij een contract bij Yoast United. 